# Бартікян Грач Мікаелович
Бартікян Грач Мікаелович (вірм. Հրաչ Միքայելի Բարթիկյան, 7 липня 1927, Афіни, Греція — 16 серпня 2011, Єреван, Вірменія) — вірменський візантолог, перекладач, доктор історичних наук (1972). Дійсний член Афінської Академії наук, Римської академії «Тіберіна» та НАН Вірменії, почесний член товариства дослідників Візантії, член Спілки письменників Вірменії з 1995 року.

## Біографічні відомості
Грач Мікаелович Бартікян народився 1927 року в Афінах, закінчив грецьку гімназію. 1946 року його родина переїхала до Вірменії. Освіту здобув на історичному факультеті Єреванського державного університету. Закінчив аспірантуру Інституту історії Академії наук Вірменської РСР, науковим керівником Бартікяна був академік Йосип Абгарович Орбелі.
Від 1957 року працював в Інституті історії НАН Вірменії. Автор понад 200 наукових статей — вірменською, російською, грецькою, французькою, англійською мовами. Мешкає в Єревані.

## Основні праці
Основні праці присвячені середньовічної історії Візантії і вірменського народу, вірмено-візантійським відносинам, вірменському і візантійським джерелознавству, перекладу середньовічних вірменських і візантійських історичних творів.
- Источники для изучения истории павликианского движения. Yerevan, Armenian SSR: Armenian Academy of Sciences, 1961.
- «Заметки o Византийском эпосе o Дигенисе Акрите.» Византийский временник, т. 25, 1964.
- «La généalogie du Magistros Bagarat, Catépan de l'Orient, et des Kékauménos.» Revue des Études Arméniennes. N.S. 2, 1965.
- «L'enoikion à Byzance et dans la capitale des Bagratides, Ani, à l'époque de la domination byzantine (1045—1064).» Revue des Études Arméniennes. N.S. 6, 1969.
- «Հայաստանի նվաճումը Բյուզանդական կայսրության կողմից» («The Byzantine Conquest of Armenia»). Patma-Banasirakan Handes. № 2 (49), 1970.
- Hellenismos kai Armenia. Athens: Hidryma Goulandre-Chorn, 1991.
- "Armenia and Armenians in the Byzantine Epic, " in Digenes Akrites: New Approaches to Byzantine Heroic Poetry (Centre for Hellenic Studies, Kings College London). David Ricks (ed.) Brookfield, Vt.: Variorum, 1993 ISBN 0-86078-395-2.
- Պարթենիոս Աթենացու Պաղեստինի Կեսարիայի մետրոպոլիտի պատմություն հունաց և հայոց տարաձայնության (The History of the Controversy between Greeks and Armenians written by the Metropolitan of Caesarea of Palestine, Parthenios of Athens). Yerevan: Yerevan State University Press, 2005.

## Нагороди
- Премія президента Вірменії за двотомник «Армяно-византийские исследования», 2005.
- Орден «Знак Пошани», 1986.
- Медаль Університету Аристотеля в Салоніках, 1981.
- Премія «Месроп Маштоц» АН Вірменії за перекладацьку діяльність, 1980.